# XHYUC-FM
XHYUC-FM es una estación de radio en Mérida que se transmite en el 92.9 FM, XHYUC-FM y es propiedad del Instituto Mexicano de la Radio. La programación musical transmite música de catálogo bajo el nombre de "Yucatán FM".
XHYUC-FM transmite en HD.

## Historia
XHYUC inició en 1990 como "Radio Solidaridad" con un formato diverso enfocado a la música tropical para un público de diversas edades. La estación se formó por  un convenio entre el IMER y el gobierno del estado de Yucatán. Este formato estuvo en uso de 1990 a 2002 y luego otra vez de 2004 a 2005. De 2002-04, XHYUC estuvo dirigido a un público más joven bajo el nombre de "Estéreo 92.9" pero desde el 11 de abril de 2005, la estación transmite música de catálogo con los temas de grandes compositores de los años 20, 30, 40, 50 y 60.